# Luis Hernández (futbolista)
Luis Arturo Hernández Carreón (Poza Rica de Hidalgo, Veracruz; 22 de diciembre de 1968) es un exfutbolista mexicano, conocido generalmente por el apelativo de El Matador, mientras que en Argentina lo llamaban el Pájaro. Ocupó la posición de delantero, aunque también podía jugar como extremo. Es reconocido por ser el máximo anotador mexicano en la Copa del Mundo (participó en 1998 y 2002, con cuatro tantos en total, los cuatro en Francia 1998) y en la Copa América (participó en 1997 y 1999, con nueve tantos en total). Actualmente trabaja como comentarista en la empresa de televisión TNT Sports México.

## Biografía
Comenzó su trayectoria deportiva, siempre en la demarcación de delantero centro, en el club Cruz Azul, con el que debutó en Primera División el 22 de agosto de 1990 a los 21 años, y en el que permaneció hasta 1992 alternando juegos con el entonces equipo filial Querétaro Fútbol Club. Ese año fichó por el Monterrey, y dos más tarde fue contratado por el Necaxa. Con este equipo conquistó una Recopa de la Concacaf (1995), dos títulos del Campeonato mexicano (1995 y 1996), una Copa de México (1995) y una Supercopa de México (1995). Consagrado como uno de los mejores goleadores norteamericanos del momento, el Boca Juniors, por recomendación directa de Diego Armando Maradona y Julio César Toresani, se hizo con sus servicios en 1997. Por su parecido físico con el jugador argentino Claudio Caniggia, recibió el mote de "El Pájaro". No obstante, su paso por el fútbol argentino fue breve y apenas pudo jugar en él, pues su club tenía cubierto el cupo de extranjeros (solo disputó algunos partidos de la extinta Supercopa Sudamericana, sin mayores éxitos). Por ello, en 1998 regresó a su país para incorporarse al Necaxa a fin de mantenerse en forma de cara al mundial de Francia 1998. Posteriormente es fichado por Tigres de Nuevo León. Permaneció en su plantilla hasta mayo de 2000, cuando fichó por Los Ángeles Galaxy, equipo de la Major League Soccer estadounidense.
Luis Hernández jugó al final de su carrera con los equipos de Tiburones Rojos de Veracruz, Jaguares de Chiapas y Lobos de la BUAP.

## Estadísticas

### Clubes
| Cruz Azul F.C. · México |               |               |     |     |    |    |    |     |     |      |      |
| 1.ª | 1990-91       | 18            | 1   | 3   | 0  | -  | -  | 21  | 1   | 0.05 |      |
| Total club | Total club    | 18            | 1   | 3   | 0  | -  | -  | 21  | 1   | 0.05 |      |
| Querétaro F.C. · México |               |               |     |     |    |    |    |     |     |      |      |
| 1.ª | 1991-92       | 28            | 11  | 5   | 0  | -  | -  | 33  | 11  | 0.33 |      |
| Total club | Total club    | 28            | 11  | 5   | 0  | -  | -  | 33  | 11  | 0.33 |      |
| C.F. Monterrey · México |               |               |     |     |    |    |    |     |     |      |      |
| 1.ª | 1992-93       | 31            | 7   | -   | -  | 5  | 1  | 36  | 8   | 0.22 |      |
| 1.ª | 1993-94       | 31            | 8   | -   | -  | 2  | 1  | 33  | 9   | 0.27 |      |
| Total club | Total club    | 62            | 15  | -   | -  | 7  | 2  | 69  | 17  | 0.25 |      |
| I.D. Necaxa · México |               |               |     |     |    |    |    |     |     |      |      |
| 1.ª | 1994-95       | 36            | 7   | 3   | 1  | 3  | 0  | 42  | 8   | 0.19 |      |
| 1.ª | 1995-96       | 37            | 11  | 2   | 0  | 5  | 0  | 44  | 11  | 0.25 |      |
| 1.ª | 1996-97       | 40            | 10  | 4   | 1  | 2  | 2  | 46  | 13  | 0.28 |      |
| 1.ª | 1998          | 12            | 9   | -   | -  | -  | -  | 12  | 9   | 0.75 |      |
| Total club | Total club    | 125           | 37  | 9   | 2  | 10 | 2  | 144 | 41  | 0.28 |      |
| C.A. Boca Juniors Argentina |               |               |     |     |    |    |    |     |     |      |      |
| 1.ª | 1997          | 15            | 9   | -   | -  | 3  | 1  | 18  | 10  | 0.33 |      |
| Total club | Total club    | 15            | 9   | -   | -  | 3  | 1  | 18  | 10  | 0.33 |      |
| C.F. Tigres U.A.N.L. · México |               |               |     |     |    |    |    |     |     |      |      |
| 1.ª | 1998-99       | 33            | 20  | 1   | 0  | -  | -  | 34  | 20  | 0.59 |      |
| 1.ª | 1999-00       | 31            | 19  | -   | -  | -  | -  | 31  | 19  | 0.61 |      |
| Total club | Total club    | 64            | 39  | 1   | 0  | -  | -  | 65  | 39  | 0.6  |      |
| C. América · México |               |               |     |     |    |    |    |     |     |      |      |
| 1.ª | 2000-01       | 27            | 7   | 3   | 0  | -  | -  | 30  | 7   | 0.23 |      |
| 1.ª | 2001-02       | 14            | 2   | 3   | 0  | 5  | 1  | 22  | 3   | 0.14 |      |
| 1.ª | 2002          | 2             | 0   | -   | -  | -  | -  | 2   | 0   | 0    |      |
| Total club | Total club    | 43            | 9   | 6   | 0  | 5  | 1  | 54  | 10  | 0.19 |      |
| L.A. Galaxy Estados Unidos |               |               |     |     |    |    |    |     |     |      |      |
| 1.ª | 2000          | 19            | 5   | -   | -  | -  | -  | 19  | 5   | 0.31 |      |
| 1.ª | 2001          | 19            | 10  | -   | -  | -  | -  | 19  | 10  | 0.57 |      |
| Total club | Total club    | 38            | 15  | -   | -  | -  | -  | 38  | 15  | 0.43 |      |
| C.D. Veracruz · México |               |               |     |     |    |    |    |     |     |      |      |
| 1.ª | 2003          | 18            | 5   | -   | -  | -  | -  | 18  | 5   | 0.28 |      |
| Total club | Total club    | 18            | 5   | -   | -  | -  | -  | 18  | 5   | 0.28 |      |
| Jaguares de Chiapas · México |               |               |     |     |    |    |    |     |     |      |      |
| 1.ª | 2004          | 5             | 1   | -   | -  | -  | -  | 5   | 1   | 0.2  |      |
| Total club | Total club    | 5             | 1   | -   | -  | -  | -  | 5   | 1   | 0.2  |      |
| Lobos B.U.A.P. · México |               |               |     |     |    |    |    |     |     |      |      |
| 2ª | 2004-05       | 9             | 4   | -   | -  | -  | -  | 9   | 4   | 0.44 |      |
| Total club | Total club    | 9             | 4   | -   | -  | -  | -  | 9   | 4   | 0.44 |      |
| Total carrera | Total carrera | Total carrera | 406 | 137 | 26 | 4  | 22 | 6   | 459 | 145  | 0.32 |
| (1)Incluye datos de la Copa México, Pre Pre Libertadores (2000 y 2001) y Supercopa Argentina (1997). (2)Incluye datos de la Copa Campeones CONCACAF (1994 y 1996), Pre Libertadores (2002), Copa Libertadores (2002), Recopa CONCACAF (1993, 1994 y 1997) y Recopa Sudamericana (1997). |               |               |     |     |    |    |    |     |     |      |      |

## Selección nacional
Luis Hernández protagonizó grandes actuaciones con la selección nacional de México, con la que debutó el 1 de febrero de 1995 frente a Uruguay tras ser convocado por el técnico Miguel Mejía Barón (que también propició su fichaje por el Necaxa). En su tercer partido ante Yugoslavia el 15 de noviembre de ese año en Monterrey marcó su primer gol.
Ya en 1996 el seleccionador Bora Milutinovic cree en él, pero en sus 6 partidos no logró convertir un gol, por lo que no pudo hacerse de un sitio habitual.
Realizó grandes actuaciones junto al delantero Cuauhtémoc Blanco, con quien hizo mancuerna en muchas ocasiones. Especialmente notables fueron sus participaciones en la Copa de Oro de la Concacaf (que el combinado mexicano conquistó en 1996 y 1998), en la Copa América 1997 celebrada en Bolivia, donde Hernández mostraba al mundo sus dotes de goleador y gran jugador (competición en la que México ocupó la tercera posición, y de la que Hernández fue máximo goleador con seis anotaciones). 
Luego llegó su momento estelar, jugando su primer mundial, en la fase final de la Copa Mundial de Fútbol de 1998 disputada en Francia. México llegó hasta octavos de final y Hernández marcó cuatro goles, convirtiéndose así en el mexicano con mayor cantidad de goles en una copa del mundo, ganando la Bota de Bronce del Mundial (le anotó dos a Corea, un gol a la favorita Holanda en el último minuto en el empate 2-2 y uno más ante la poderosa Alemania cayendo México 2-1). 
Estuvo presente un año más tarde en la Copa América de 1999 (en la que su seleccionado alcanzó de nuevo el tercer puesto y donde anotó 3 goles). Integró la plantilla de la Copa FIFA Confederaciones 1999 pero una lesión le impidió jugar en el torneo, por lo que México se coronó sin el "Matador" en la cancha.
En el 2000 con la llegada de Enrique Meza deja de ser titular inamovible pues se pelea con el gol. Apenas anotó uno en todo el año con el TRI. El buen momento de Jared Borgetti lo manda a la banca. 
Para 2001 es nominado en pocas ocasiones, la selección vive una profunda crisis tropezando en las eliminatorias de CONCACAF y marca un solo gol. A partir de la llegada de Javier Aguirre es borrado por completo.
En 2002 ante las buenas actuaciones en la Copa Libertadores 2002 y su experiencia, es finalmente convocado por Aguirre para disputar su segunda Copa del Mundo en el Mundial realizado en Corea y Japón, aunque esta vez con menor participación, alternando en el equipo, pues los titulares eran Blanco y Borgetti. El conjunto mexicano cayó nuevamente en octavos de final frente a Estados Unidos.

### Participaciones en fases finales
| Competición                    | Sede                  | Resultado        | Partidos | Goles |
| ------------------------------ | --------------------- | ---------------- | -------- | ----- |
| Copa Oro CONCACAF 1996         | Estados Unidos        | Campeón          | 2        | 0     |
| Copa América 1997              | Bolivia               | Tercer lugar     | 6        | 6     |
| Copa FIFA Confederaciones 1997 | Arabia Saudita        | Primera fase     | 3        | 1     |
| Copa Oro CONCACAF 1998         | Estados Unidos        | Campeón          | 4        | 4     |
| Copa Mundial FIFA 1998         | Francia               | Octavos de final | 4        | 4     |
| Copa América 1999              | Paraguay              | Tercer lugar     | 5        | 3     |
| Copa FIFA Confederaciones 1999 | México                | Campeón          | 1        | 0     |
| Copa Oro CONCACAF 2000         | Estados Unidos        | Cuartos de final | 1        | 1     |
| Copa Mundial FIFA 2002         | Corea del Sur y Japón | Octavos de final | 3        | 0     |
|                                | –                     | –                | 29       | 19    |

### Goles internacionales
| #   | Fecha                   | Sede                                                       | Oponente          | Marcador | Resultado   | Competición                          |
| --- | ----------------------- | ---------------------------------------------------------- | ----------------- | -------- | ----------- | ------------------------------------ |
| 1.  | 16 de noviembre de 1995 | Estadio Tecnológico, Monterrey, México                     | Yugoslavia        | 1–2      | 1–4         | Amistoso                             |
| 2.  | 6 de diciembre de 1995  | Estadio Héroe de Nacozari, Hermosillo, México              | Eslovenia         | 1–0      | 1–2         | Amistoso                             |
| 3.  | 17 de enero de 1997     | Jack Murphy Stadium, San Diego, Estados Unidos             | Dinamarca         | 2–0      | 3–1         | Copa USA 1997                        |
| 4.  | 13 de abril de 1997     | Estadio Azteca, Ciudad de México, México                   | Jamaica           | 6–0      | 6–0         | Clasificación Copa Mundial FIFA 1998 |
| 5.  | 20 de abril de 1997     | Foxboro Stadium, Foxborough, Estados Unidos                | Estados Unidos    | 2–0      | 2–2         | Clasificación Copa Mundial FIFA 1998 |
| 6.  | 13 de junio de 1997     | Estadio Ramón Tahuichi Aguilera, Santa Cruz, Bolivia       | Colombia          | 1–0      | 2–1         | Copa América 1997                    |
| 7.  | 13 de junio de 1997     | Estadio Ramón Tahuichi Aguilera, Santa Cruz, Bolivia       | Colombia          | 2–0      | 2–1         | Copa América 1997                    |
| 8.  | 16 de junio de 1997     | Estadio Ramón Tahuichi Aguilera, Santa Cruz, Bolivia       | Brasil            | 1–0      | 2–3         | Copa América 1997                    |
| 9.  | 16 de junio de 1997     | Estadio Ramón Tahuichi Aguilera, Santa Cruz, Bolivia       | Brasil            | 2–0      | 2–3         | Copa América 1997                    |
| 10. | 19 de junio de 1997     | Estadio Ramón Tahuichi Aguilera, Santa Cruz, Bolivia       | Costa Rica        | 1–0      | 1–1         | Copa América 1997                    |
| 11. | 28 de junio de 1997     | Estadio Jesús Bermúdez, Oruro, Bolivia                     | Perú              | 1–0      | 1–0         | Copa América 1997                    |
| 12. | 12 de diciembre de 1997 | King Fahd II Stadium, Riad, Arabia Saudita                 | Australia         | 1–2      | 1–3         | Copa FIFA Confederaciones 1997       |
| 13. | 8 de febrero de 1998    | Oakland–Alameda County Coliseum, Oakland, Estados Unidos   | Trinidad y Tobago | 2–1      | 4–2         | Copa Oro CONCACAF 1998               |
| 14. | 8 de febrero de 1998    | Oakland–Alameda County Coliseum, Oakland, Estados Unidos   | Trinidad y Tobago | 4–2      | 4–2         | Copa Oro CONCACAF 1998               |
| 15. | 12 de febrero de 1998   | Los Angeles Memorial Coliseum, Los Ángeles, Estados Unidos | Jamaica           | 1–0      | 1–0         | Copa Oro CONCACAF 1998               |
| 16. | 15 de febrero de 1998   | Los Angeles Memorial Coliseum, Los Ángeles, Estados Unidos | Estados Unidos    | 1–0      | 1–0         | Copa Oro CONCACAF 1998               |
| 17. | 15 de abril de 1998     | Los Angeles Memorial Coliseum, Los Ángeles, Estados Unidos | Perú              | 1–0      | 1–0         | Friendly                             |
| 18. | 9 de mayo de 1998       | Stadio Enzo Mazotti, Montecatini, Italia                   | Estonia           | 2–0      | 6–0         | Friendly                             |
| 19. | 9 de mayo de 1998       | Stadio Enzo Mazotti, Montecatini, Italia                   | Estonia           | 4–0      | 6–0         | Friendly                             |
| 20. | 9 de mayo de 1998       | Stadio Enzo Mazotti, Montecatini, Italia                   | Estonia           | 6–0      | 6–0         | Friendly                             |
| 21. | 13 de junio de 1998     | Stade de Gerland, Lyon, Francia                            | Corea del Sur     | 2–1      | 3–1         | Copa Mundial FIFA 1998               |
| 22. | 13 de junio de 1998     | Stade de Gerland, Lyon, Francia                            | Corea del Sur     | 3–1      | 3–1         | Copa Mundial FIFA 1998               |
| 23. | 25 de junio de 1998     | Stade Geoffroy-Guichard, Saint-Étienne, Francia            | Países Bajos      | 2–2      | 2–2         | Copa Mundial FIFA 1998               |
| 24. | 29 de junio de 1998     | Stade de la Mosson, Montpellier, Francia                   | Alemania          | 1–0      | 1–2         | Copa Mundial FIFA 1998               |
| 25. | 17 de noviembre de 1998 | Los Angeles Memorial Coliseum, Los Ángeles, Estados Unidos | El Salvador       | 1–0      | 2–0         | Amistoso                             |
| 26. | 18 de noviembre de 1998 | Los Angeles Memorial Coliseum, Los Ángeles, Estados Unidos | Guatemala         | 1–0      | 2–2         | Amistoso                             |
| 27. | 19 de febrero de 1999   | Hong Kong Stadium, Wan Chai, Hong Kong                     | Egipto            | 3–0      | 3–0         | Copa Carlsberg 1999                  |
| 28. | 9 de junio de 1999      | Soldier Field, Chicago, Estados Unidos                     | Argentina         | 1–0      | 2–2         | Amistoso                             |
| 29. | 16 de junio de 1999     | Dongdaemun Stadium, Seúl, Corea del Sur                    | Croacia           | 1–0      | 1–2         | Copa Corea                           |
| 30. | 30 de junio de 1999     | Estadio Antonio Oddone Sarubbi, Ciudad del Este, Paraguay  | Chile             | 1–0      | 1–0         | Copa América 1999                    |
| 31. | 10 de julio de 1999     | Estadio Defensores del Chaco, Asunción, Paraguay           | Perú              | 1–2      | 3–3 (p.s.o) | Copa América 1999                    |
| 32. | 10 de julio de 1999     | Estadio Defensores del Chaco, Asunción, Paraguay           | Perú              | 2–2      | 3–3 (p.s.o) | Copa América 1999                    |
| 33. | 9 de enero de 2000      | McAfee Coliseum, Oakland, Estados Unidos                   | Irán              | 1–0      | 2–1         | Amistoso                             |
| 34. | 13 de febrero de 2000   | Qualcomm Stadium, San Diego, Estados Unidos                | Trinidad y Tobago | 2–0      | 4–0         | Copa Oro CONCACAF 2000               |
| 35. | 31 de enero de 2001     | Los Angeles Memorial Coliseum, Los Ángeles, Estados Unidos | Colombia          | 2–0      | 2–3         | Amistoso                             |

### Estadísticas
| Selección | Año   | Partidos | Goles |
| --------- | ----- | -------- | ----- |
| México    | 1995  | 7        | 2     |
| México    | 1996  | 6        | 0     |
| México    | 1997  | 21       | 10    |
| México    | 1998  | 16       | 14    |
| México    | 1999  | 18       | 6     |
| México    | 2000  | 9        | 2     |
| México    | 2001  | 4        | 1     |
| México    | 2002  | 6        | 0     |
| Total     | Total | 87       | 35    |

### Resumen estadístico
| Club                           | Año           | Partidos | Goles | Media |
| ------------------------------ | ------------- | -------- | ----- | ----- |
| Primera División de México     | 1990 - 2004   | 360      | 118   | 0.33  |
| Major League Soccer            | 2000 - 2001   | 38       | 15    | 0.39  |
| Primera División 'A' de México | 2004 - 2005   | 9        | 4     | 0.44  |
| Copas nacionales               | 1990 - 2005   | 23       | 2     | 0.09  |
| Torneos internacionales        | 1990 - 2003   | 26       | 7     | 0.26  |
| Selección Mexicana             | 1995 - 2002   | 87       | 35    | 0.4   |
| Total carrera                  | Total carrera | 543      | 181   | 0.33  |

## Récords
- Jugador mexicano con el mejor promedio en una copa del mundo, con 4 goles en 4 partidos.
- Máximo goleador de México en copas del mundo con 4 goles junto con Javier Hernández.
- Mexicano que más goles ha anotado en una sola Copa del Mundo.
- Es el cuarto goleador de todos los tiempos de la selección nacional, después de Javier Hernández, Jared Borgetti y Cuauhtémoc Blanco.
- Junto a Zague, son los mexicanos con más goles anotados en un año con la selección nacional Mexicana (14 tantos en 1998).[4]
- Junto a Zague, son los mexicanos que más goles en un año natural han anotado en competiciones internacionales.[5]
- Máximo goleador mexicano en la Copa América con 9 goles.
- Mexicano con más goles en una sola edición de la Copa América.
- Junto al estadounidense Bert Patanaude, es el jugador de la Concacaf con mayor cantidad de goles en una sola edición de la copa del mundo.
- Único jugador que fue máximo goleador en las 2 competiciones más importantes de América, Copa América y Copa Oro.
- Junto a Luis García Postigo, únicos jugadores en ser máximos goleadores en 2 ocasiones en competencias oficiales.
- Segundo máximo goleador de la selección mexicana en competencias oficiales.
- Junto a Javier Hernández y Stern John, son los únicos futbolistas de la Concacaf en marcar doble dígitos de goles en dos años distintos con la selección nacional. En Conmebol solo Lionel Messi, Neymar, Ronaldo y Romario lo han hecho.[6]
- Es el segundo máximo goleador de la Concacaf en mundiales, por debajo de Landon Donovan (5 goles) y empatado con Javier Hernández, Bert Patanaude y Clint Dempsey

## Palmarés

### Campeonatos nacionales
| Título               | Club         | País    | Año     |
| -------------------- | ------------ | ------- | ------- |
| Primera División     | I.D. Necaxa  | México  | 1994-95 |
| Copa México          | I.D. Necaxa  | México  | 1994-95 |
| Campeón de Campeones | I.D. Necaxa  | México  | 1994-95 |
| Primera División     | I.D. Necaxa  | México  | 1995-96 |
| U.S. Open Cup        | LA Galaxy    | EE. UU. | 2001    |
| Primera División     | C.F. América | México  | 2002    |

### Copas internacionales
| Título                    | Equipo             | País             | Año  |
| ------------------------- | ------------------ | ---------------- | ---- |
| Recopa CONCACAF           | C.F. Monterrey     | Los Ángeles      | 1993 |
| Recopa CONCACAF           | I.D. Necaxa        | Miami            | 1994 |
| Copa Oro CONCACAF         | Selección Mexicana | Los Ángeles      | 1996 |
| Copa Oro CONCACAF         | Selección Mexicana | Los Ángeles      | 1998 |
| Copa FIFA Confederaciones | Selección Mexicana | Ciudad de México | 1999 |
| Copa Gigantes CONCACAF    | C.F. América       | Los Ángeles      | 2001 |

### Distinciones individuales
| Distinción                                           | Año  |
| ---------------------------------------------------- | ---- |
| Bota de Oro de la Copa América (6 goles)             | 1997 |
| Nominado a Jugador Mundial de la FIFA                | 1997 |
| Bota de Oro de la Copa Oro (4 goles)                 | 1998 |
| Bota de Bronce de la Copa del Mundo (4 goles)        | 1998 |
| Tercer Mejor Goleador Mundial según la IFFHS         | 1998 |
| Nominado al Premio RSSSF al mejor futbolista del año | 1998 |
| Equipo Ideal de América                              | 1998 |
| Nominado al Premio RSSSF al mejor futbolista del año | 1999 |
| MLS All Star                                         | 2000 |
| MLS All Star                                         | 2001 |
| Salón de la Fama del Fútbol Mexicano                 | 2012 |